# Newtown Linford
Newtown Linford è un paese della contea del Leicestershire, in Inghilterra.

## Amministrazione

### Gemellaggi
- Bradgate, Stati Uniti